# سیارک ۲۳۲۷۷
سیارک ۲۳۲۷۷ (به انگلیسی: 23277 Benhughes، نامگذاری:2000YC104) بیست و سه هزار و دویست و هفتاد و هفتمین سیارک کشف شده‌است که در ۲۸ دسامبر ۲۰۰۰ کشف شد.
قدر مطلق سیارک برابر ۱۰.۷ است.